# Janské Lázně
Janské Lázně település Csehországban, Trutnovi járásban. Janské Lázně Černý Důl, Svoboda nad Úpou, Pec pod Sněžkou, Mladé Buky és Rudník településekkel határos. Lakosainak száma 675 fő (2024. január 1.).

## Népesség
A település lakosságának változását az alábbi diagram mutatja:
| Lakosok száma | 406  | 518  | 540  | 2600 | 997  | 917  | 717  | 699  | 655  | 675  |
|               | 1869 | 1890 | 1921 | 1950 | 1980 | 2001 | 2017 | 2019 | 2022 | 2024 |